# Un duet
Un duet este un film românesc din 2012 regizat de Andi Vasluianu. Rolurile principale au fost interpretate de actorii Ionuț Crișan, Mihai Calotă.

## Distribuție
Distribuția filmului este alcătuită din:
- Mihai Calotă
- Ionuț Crișan